# Partit Comunista del Vietnam
El Partit Comunista del Vietnam (en vietnamita: Đảng Cộng sản Việt Nam) és un partit polític del Vietnam, el més gran i principal del país. És un partit comunista de tendència marxista-leninista i membre del Front de la Pàtria de Vietnam.

## Història

### Orígens
Després d'un començament poc reeixit en el qual la propaganda dels activistes comunistes no tenia molt èxit entre la població, existien tres agrupacions que no aconseguien formar un únic partit, la relació amb els nacionalistes era tibant i no existien llaços amb la Internacional Comunista, en la tardor de 1929 aquest va decidir la formació d'un únic partit.
Aquest va ser fundat per Ho Chi Minh i altres exiliats que vivien a la Xina. Es va adoptar el nom de Partit Comunista de Vietnam, però va canviar el seu nom a Partit Comunista Indoxinès després de la seva conferència de fundació que es va celebrar a Hong Kong el 3 de febrer de 1930. Les revoltes del mateix any van ser sufocades per França mitjançant reformes i repressió brutal, tornant la colònia a control de la metròpoli i perdent el Partit al seu secretari general, que va morir per les tortures sofertes sota arrest.
L'I Congrés Nacional del Partit Comunista Indoxinès va ser dut a terme clandestinament a Macau, llavors colònia portuguesa, en 1935. Al mateix temps, la Internacional Comunista va adoptar la política de formar un Front Popular contra el feixisme i dirigir els moviments comunistes al voltant del món per col·laborar amb aquest moviment antifeixista, sense importar l'orientació cap al socialisme que tinguin. Això va requerir al Partit Comunista Indoxinès a aglutinar tots els partits nacionalistes de la Indoxina com a potencials aliats contra el colonialisme francès.

### Després de la Segona Guerra Mundial

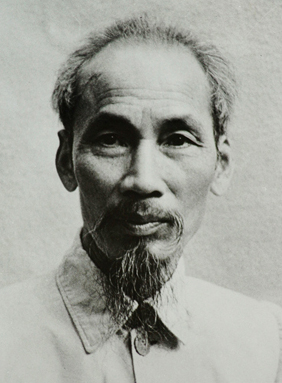
Ho Chi Minh, fundador i figura clau del comunisme a Vietnam.

El Partit Comunista Indoxinès va ser formalment dissolt en 1945 per amagar la seva afiliació comunista i les seves activitats es van dur a terme en el Viet Minh, que va ser fundat 4 anys abans com un front comú d'alliberament nacional. El partit va ser refundat com el Partit dels Treballadors de Vietnam a l'II Congrés Nacional, celebrat en Tuyen Quang en 1951. El Congrés es va dur a terme en territori controlat pel Viet Minh durant la Primera Guerra d'Indoxina. L'III Congrés Nacional es va dur a terme en Hanói en 1960 i va formalitzar les tasques d'implantar el socialisme en el que era Vietnam del Nord, i es va encomanar al Partit perquè dugui a terme la unificació amb el sud. A l'IV Congrés Nacional de 1976, dut a terme després de la victòria comunista en la Guerra de Vietnam, el nom de l'organització va ser canviat finalment a l'actual de Partit Comunista de Vietnam.

## Organització
El PCV és d'orientació marxista-leninista. En 1976, com a resultat de la unificació de Vietnam del Nord i Vietnam del Sud, el Comitè Central va ser expandit de 77 a 133 membres i el Politburó va créixer d'11 a 17 membres, mentre que el Secretariat es va incrementar de 7 a 9 membres.
La filiació en el PCV es va duplicar de 760 000 en 1966 a 1 553 500 en 1976, representant el 3'1% de la població total del Vietnam, i en 1986 estava ja prop dels dos milions.
Al VI Congrés Nacional del PCV, dut a terme en 1986, Nguyen Van Linh va ser nomenat secretari general mentre que un Politburó de 14 membres va ser triat i el Comitè Central es va expandir a 173 membres.
A l'IX Congrés Nacional de 2001, Nong Duc Manh va ser nomenat nou secretari general.
L'actual Politburó consta de 15 membres i va ser triat a l'abril de 2001. Aquest organisme determina la política de govern i el seu Secretariat de 9 persones supervisa la política del dia a dia. En suma, la Comissió Militar Central del PCV, que està composta per membres selectes del Politburó i caps militars, determinen la política militar vietnamita.
Es van reunir 1168 delegats triats a l'IX Congrés del PCV d'abril de 2001. El Congrés es reuneix cada 5 anys per fixar la direcció el Partit i del Govern. El Comitè Central de 150 membres, que és triat pel Congrés del PCV usualment, es reuneix dues vegades a l'any. El Politburó es reuneix més freqüentment i el Secretariat és el responsable de les activitats diàries sota la direcció del Secretari General.

## Ideologia
A pesar que formalment és un partit marxista-leninista, el Partit Comunista del Vietnam ha realitzat importants reformes en l'economia i ha permès el creixement del sector privat. Malgrat la seva política d'obertura econòmica, el PCV segueix conservant el control total sobre el poder polític del Vietnam seguint, en certa manera, el model del Partit Comunista Xinès.